# Erdőhorváti
Erdőhorváti este un sat în districtul Sárospatak, județul Borsod-Abaúj-Zemplén, Ungaria, având o populație de 682 de locuitori (2011). 

## Demografie
Componența etnică a satului Erdőhorváti
     Maghiari (78,5%)
     Romi (13,31%)
     Ruteni (6,48%)
     Germani (1,19%)
     Slovaci (0,51%)
Componența confesională a satului Erdőhorváti
     Romano-catolici (25,07%)
     Reformați (18,62%)
     Greco-catolici (13,49%)
     Fără religie (2,05%)
     Necunoscută (40,32%)
     Luterani (0,44%)
     Alte religii (0,44%)
Conform recensământului din 2011, satul Erdőhorváti avea 682 de locuitori. Din punct de vedere etnic, majoritatea locuitorilor (78,5%) erau maghiari, existând și minorități de romi (13,31%), ruteni (6,48%) și germani (1,19%). Nu există o religie majoritară, locuitorii fiind romano-catolici (25,07%), reformați (18,62%), greco-catolici (13,49%) și persoane fără religie (2,05%). Pentru 40,32% din locuitori nu este cunoscută apartenența confesională.